# Torre Montserrat
|  | Per a altres significats, vegeu «Torre Montserrat (Llinars del Vallès)». |

La Torre Montserrat, també coneguda com a Casa Gual, és una casa modernista d'Eduard Maria Balcells a Cardedeu (Vallès Oriental). Va ser construïda el 1912 per encàrrec d'Àngela Gual i Canudes com a casa d'estiueig, i és l'únic encàrrec de Balcells a Cardedeu. Pertany al període modernista de corrent simbolista. Està ubicada a l'avinguda del Rei en Jaume, 193.

## Arquitectura
És una edificació aïllada rodejada de jardí; té coberta composta, de teula àrab vidrada de colors verd i ocre dibuixant greques. A ponent s'aixeca una torre-mirador acabada en formes esglaonades i coronada per una reixa de ferro forjat. Al seu costat, un porxo dona accés a l'entrada principal de la casa. Les finestres són un recull de formes i estils: arc ogival, trencat, deprimit, convex, deprimit còncau, etc. Es tanquen amb persianes de llibret mòbil i dibuixos geomètrics. A la façana sud hi ha una tribuna triangular sostinguda per una columna i coberta per una estructura piramidal, revestida amb mosaics de dibuixos florals multicolors i amb cresteria de forja.
Destaquen també les gàrgoles ornamentals neomedievalistes del primer modernisme i un pou a la zona nord coronat per un treball de forja a la corriola com el de la tanca d'accés, també amb motius florals.

## Història
Es va fer un projecte l'any 1910, anterior a l'existent. Al fer-se la construcció de la torre (1912) es modificà el projecte totalment. Per altra banda la Torre Gual s'insereix en l'època de més activitat constructiva de la vila, anys 1910-1920, quan Cardedeu es transformà definitivament en un lloc d'estiueig, un dels més importants al Vallés Oriental juntament amb la Garriga.